# Bachia pyburni
Bachia pyburni là một loài thằn lằn trong họ Gymnophthalmidae. Loài này được Kizirian & Mcdiarmid miêu tả khoa học đầu tiên năm 1998.